# جان سینیبالدی
جان سینیبالدی (انگلیسی: John Sinibaldi; ۲ اکتبر ۱۹۱۳ – ۱۰ ژانویهٔ ۲۰۰۶) دوچرخه‌سوار اهل ایالات متحده آمریکا بود. وی در بازی‌های المپیک تابستانی ۱۹۳۲ و ۱۹۳۶ شرکت کرده است.